# 4014 Heizman
4014 Heizman è un asteroide della fascia principale del diametro medio di circa 36,83 km. Scoperto nel 1979, presenta un'orbita caratterizzata da un semiasse maggiore pari a 3,4205137 UA e da un'eccentricità di 0,0329945, inclinata di 1,09946° rispetto all'eclittica.